# Trafic (émission de télévision)
Pour les articles homonymes, voir Trafic.
Trafic est un talk-show québécois animé parc André Robitaille et diffusé du lundi au vendredi à 17 h, du 3 au 10 septembre 2001 sur le réseau TVA. L'émission fut annulée quelques jours après sa première diffusion à cause des attentats du 11 septembre 2001.

## Concept
Trafic est un talk-show enregistré devant public qui combine humour, information, chroniques et improvisation, à la fois en studio et sur le terrain. L'émission présente un véritable bulletin de nouvelles, où l'objectif est d'apporter une touche d'humour aux sujets sérieux abordés. Elle compte également plusieurs chroniqueurs qui couvrent une large gamme de sujets, tous plus éclectiques les uns que les autres. Trafic a pour principale ambition de divertir le public et bénéficie d'un budget important.

## Distribution

### Animation
- André Robitaille

### Chroniqueurs
- Pierre Bourgault
- Ti-Guy Émond
- Régis Lévesque
- Michel Mpambara
- Guylaine Tremblay
- Polo Bellemare
- Yves P. Pelletier
- Guy Jodoin

### Journaliste
- Karina Marceau

## Historique

### Arrivée deTrafic
Au mois d'août 2001, TVA dévoile sa programmation pour la saison 2001-2002 lors d'une tournée promotionnelle provinciale. Une dizaine de comédiens et animateurs parcourent le Québec pour présenter les émissions qui composeront la grille-horaire de la chaîne. Parmi les nouvelles émissions annoncées, il est révélé qu'un talk-show en direct de 60 minutes sera diffusé du lundi au vendredi à 17 h à partir du 3 septembre 2001. André Robitaille est annoncé comme l'animateur de cette nouvelle émission intitulée Trafic. L'un des objectifs de la mise en onde de cette émission était de concurrencer le journal télévisé Le Grand Journal, animé par Jean-Luc Mongrain et diffusé sur les ondes de TQS,. Pour y parvenir, TVA accorde le plus gros budget de la saison à Trafic, non seulement pour la production, mais également pour la promotion de l'émission. Robitaille ressent une certaine pression, mais il se sent également flatté d'avoir été choisi pour ce projet.

« C'est sûr que je sens les attentes. Mais je prends mon pied à faire ça. Déjà qu'on m'ait demandé de trouver un concept, je trouve ça très flatteur. Mais je ne fais que reproduire les petits spectacles que je montais pendant mon enfance. »

— André Robitaille, La Tribune
Le vice-président de la programmation de TVA, Philippe Lapointe, présente Trafic comme une alternative humoristique ancrée dans l'actualité, par opposition à un bulletin de nouvelles sérieux tel que Le Grand Journal.

« Nous proposons aux téléspectateurs une solution de rechange à l'information durant cette tranche horaire. Nous n'avons pas l'ambition de faire mieux que Jean-Luc Mongrain, qui domine largement de 5 h à 6 h. »

— Philippe Lapointe, Infopresse

### Débuts deTrafic
Pour la première de l'émission, le journaliste Simon Durivage et le chanteur Salvatore Adamo sont les invités. Les six premiers épisodes enregistrent des audiences moyennes d'environ 300 000 téléspectateurs par épisode. Le matin du 11 septembre 2001, jour de la diffusion du septième épisode, les tours jumelles du World Trade Center à New York ainsi que le Pentagone à Washington sont frappés par des avions de ligne détournés par des terroristes. En raison de ces événements tragiques, TVA prend la décision de retirer temporairement Trafic des ondes et de la remplacer par une édition prolongée du bulletin de nouvelles de 18 h, animée par Pierre Bruneau. À ce stade, il n'est pas spécifié quand l'émission serait de retour en ondes.

### Incertitudes et annulation
Le 21 septembre 2001, la direction de TVA remet en question la présentation de l'émission. Le directeur des programmes, Philippe Lapointe, annonce aux médias qu'elle est suspendue jusqu'à nouvel ordre. Bien qu'il ne rejette pas totalement la possibilité de son éventuel retour, il suggère également que TVA pourrait envisager de conserver en permanence un magazine d'actualité à la place. Le réseau se montre satisfait des performances d'un tel programme diffusé pendant l'horaire précédemment occupé par Trafic, même si les audiences du Grand Journal de TQS sont encore supérieures dans cette tranche horaire.
Le 27 septembre 2001, la direction de TVA annonce officiellement la suspension indéterminée de l'émission. De plus, il est mentionné que la journaliste de Trafic, Karina Marceau, est réaffectée à la salle des nouvelles de la station. Philippe Lapointe qualifie cette décision de stratégique, dans le but de permettre à TVA de devenir le leader en matière d'information. Il affirme que depuis les attentats du 11 septembre, la population est avide d'informations. Il tient néanmoins à réfuter les rumeurs selon lesquelles l'émission aurait été retirée des ondes en raison d'un mécontentement de la part du diffuseur. Lorsque les journalistes lui demandent si l'émission pourrait revenir à l'antenne, Lapointe mentionne que cela sera réévalué pendant la période des fêtes de fin d'année.
Interrogé par les médias à la suite de cette annonce, André Robitaille exprime sa déception, sa peine et sa frustration face au retrait de son émission. Il affirme que cette émission était un projet qui lui était cher et qui avait demandé plus d'un an de travail. Il reconnaît cependant que l'émission aurait nécessité quelques ajustements.

« J'ai pas perdu la game; j'ai pas joué. Sur six émissions, j'étais très satisfait de deux et satisfait de deux autres. Les deux autres, c'était pas ça. »

— André Robitaille, La Presse
En mai 2002, André Robitaille révèle qu'il participe à l'enregistrement d'une émission-pilote pour Radio-Canada. Elle se concrétise finalement en janvier 2003 sous le titre de Ce soir on joue, une émission humoristique hebdomadaire.